# Dangeardinella
Dangeardinella, monotipski rod zelenih algi smješten u vlastitu porodicu Dangeardinellaceae, ali još neutvrđenog reda unutar razreda Chlorophyceae. Jedina je vrsta D. saltatrix koja živi u morskim i slatkim vodama